# Monumento a Colón (Paseo de la Reforma, Ciudad de México)
El monumento a Cristóbal Colón era un conjunto escultórico creado en memoria del navegante genovés del mismo nombre, y en el cual también están representadas las figuras de Fray Bartolomé de las Casas, Fray Juan Pérez Marchena, Fray Diego de Deza y Fray Pedro de Gante. El escultor francés, Charles Cordier, fue el encargado del diseño de las esculturas. El grupo escultórico estuvo ubicado en la Ciudad de México hasta el 2020.

## Historia

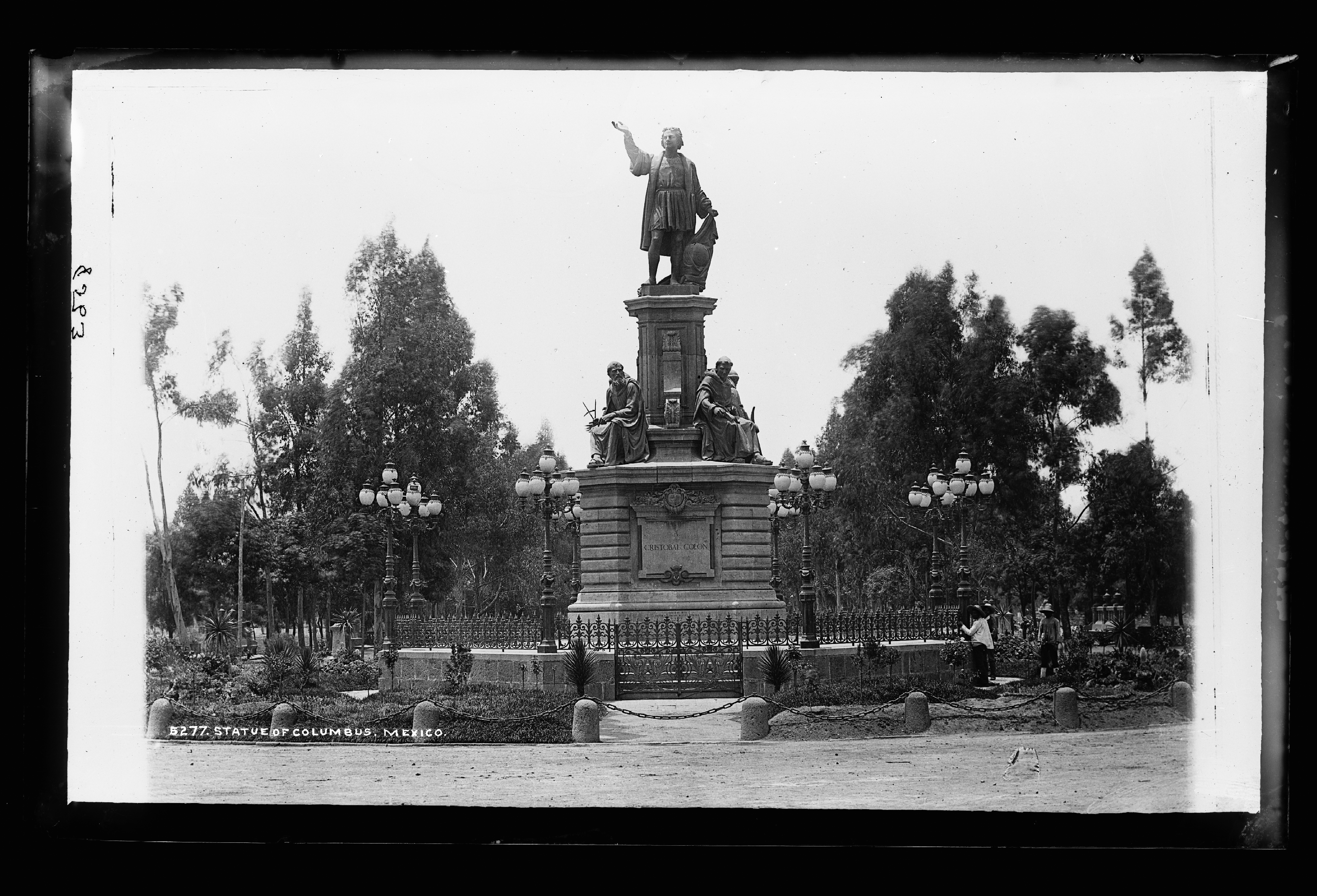
El monumento c. 1880, por William Henry Jackson

El primer proyecto de un monumento colombino fue de Maximiliano I de México, quien encargó al escultor Manuel Vilar la planeación de un monumento que además de la escultura que honrara al genovés, contendría alegorías a los mares que circundan a México. Para ello Vilar encargaría a sus alumnos esculpir estas obras. El proyecto no se concretó. En 1871 el arquitecto Ramón Rodríguez Arangoiti recibió la invitación del empresario Antonio Escandón de realizar el monumento, para lo cual aprovecharía los bocetos de Manuel Vilar y la escultura que este realizó. Escandón aprobó los bocetos, cambiando las esculturas alegóricas por las que contiene hasta nuestros días. Inesperadamente Escandón, al estar en París en 1873, encargó nuevas esculturas a Charles Cordier, desconociendo el proyecto de Rodríguez ya que consideró que los artistas europeos se sentirán denigrados al someterse a ideas del arquitecto mexicano, siendo así, que el monumento a Colón, es la primera estatua para la República Mexicana hecha en Europa.   
El monumento arribó a Veracruz en 1875, pero, debido a convulsiones electorales y la rebelión en Tuxtepec en 1876, fue instalado definitivamente hasta 1877 en el sitio donde, casualmente, Maximiliano había elegido el monumento; lugar seleccionado por Escandón para que los viajeros nacionales y extranjeros pudieran disfrutarlo al salir de la estación del ferrocarril. Esta era la segunda glorieta en construirse dada la expansión de la urbe hacia ese sentido. Desde la década de 1870 había iniciado el fraccionamiento de la Colonia Americana —hoy Juárez—, continuada por la cercana San Rafael.
Tras la decisión de Escandón, Rodríguez Arangoiti polemizaría sobre la estética del monumento, acusando incluso a Cordier de plagiar el monumento de Vilar. La escultura de Vilar se colocaría en un nuevo monumento en Buenavista en 1892.

### Retiros de las esculturas del monumento
El 12 de octubre de 1992 con motivo del Quinto Centenario del Descubrimiento de América ocurrieron una serie de protestas en distintas ciudades de México y el monumento sufrió daños luego de una protesta por grupos indigenistas, organizaciones sindicales y colectivos punk. Los manifestantes intentaron derribar la estatua ayudados de sogas y un camión de Ruta 100 pero el intento fue impedido por el Cuerpo de Granaderos de la policía capitalina. En manifestaciones posteriores el monumento fue resguardado de distintas maneras para evitar su derribo.

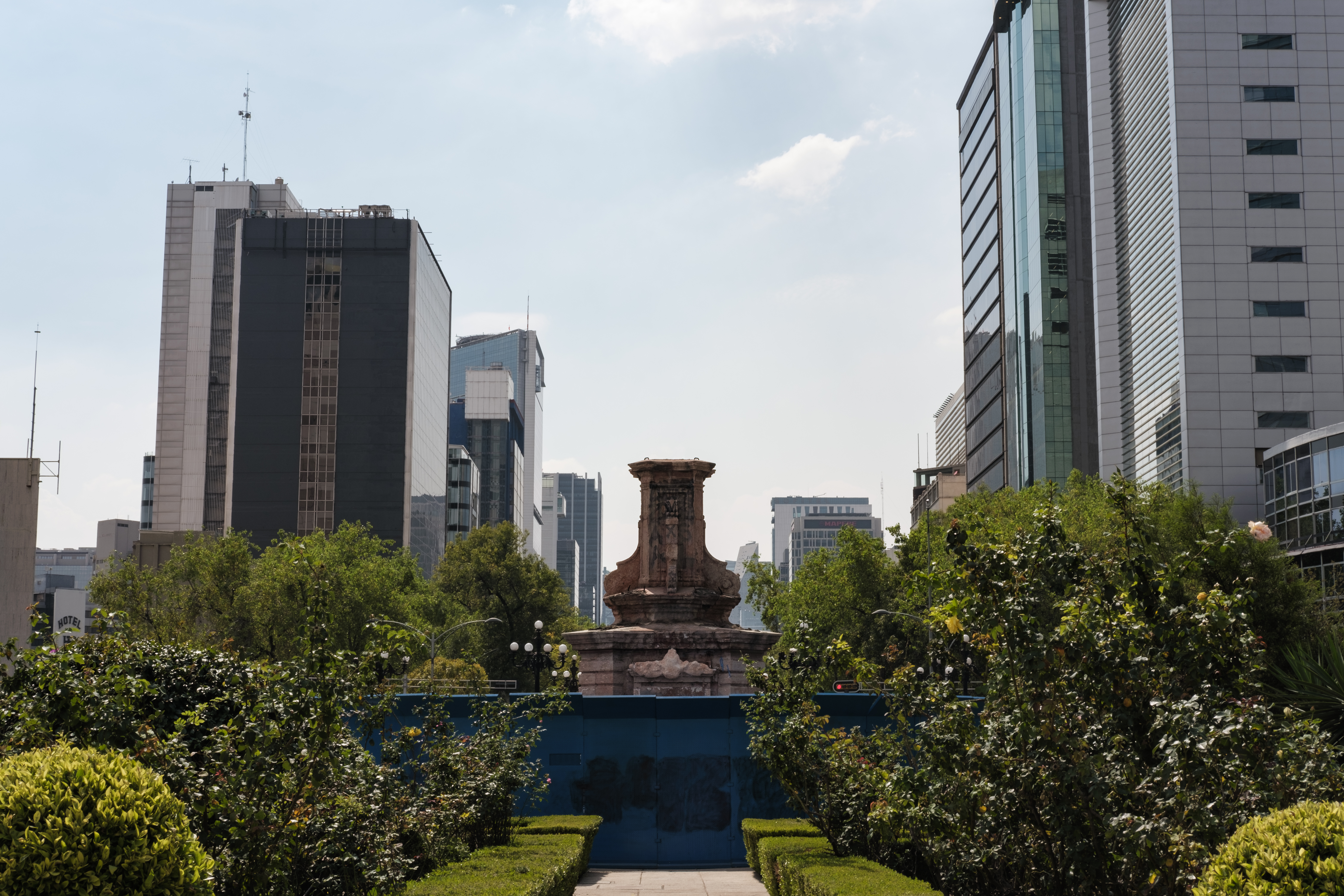
El monumento sin su estatua en octubre de 2020

Ante las reivindicaciones poscoloniales y antirracistas de la primera década siglo XXI y luego del asesinato de George Floyd, diversos grupos sociales en América comenzaron el derribo de esculturas y monumentos a conquistadores o colonizadores británicos y españoles. En la Ciudad de México fue convocada una manifestación con el fin de derribar la escultura colombina el 12 de octubre de 2020. Dos días antes las autoridades del Gobierno de la Ciudad de México realizaron el retiro de las esculturas del monumento argumentando una restauración programada previamente por parte del Instituto Nacional de Antropología e Historia.
El 25 de septiembre de 2021 distintas colectivas feministas y familiares de víctimas realizaron la instalación de un antimonumento, y la renombraron simbólicamente como la glorieta de las mujeres que luchan.
En febrero de 2023, durante una asamblea informativa en la Alcaldía Miguel Hidalgo, Claudia Sheinbaum señaló que el conjunto escultórico sería trasladado al Museo Nacional del Virreinato, en Tepotzotlán, Estado de México.

## Esculturas del conjunto
La figura de Cristóbal Colón señala al horizonte (hacia el centro de la ciudad), bajo sus pies y a los lados de su pedestal de cantera se encuentran las estatuas de fray Pedro de Gante, Bartolomé de las Casas, fray Juan Pérez de Marchena y fray Diego de Deza, así como unos relieves a los costados del pedestal. 

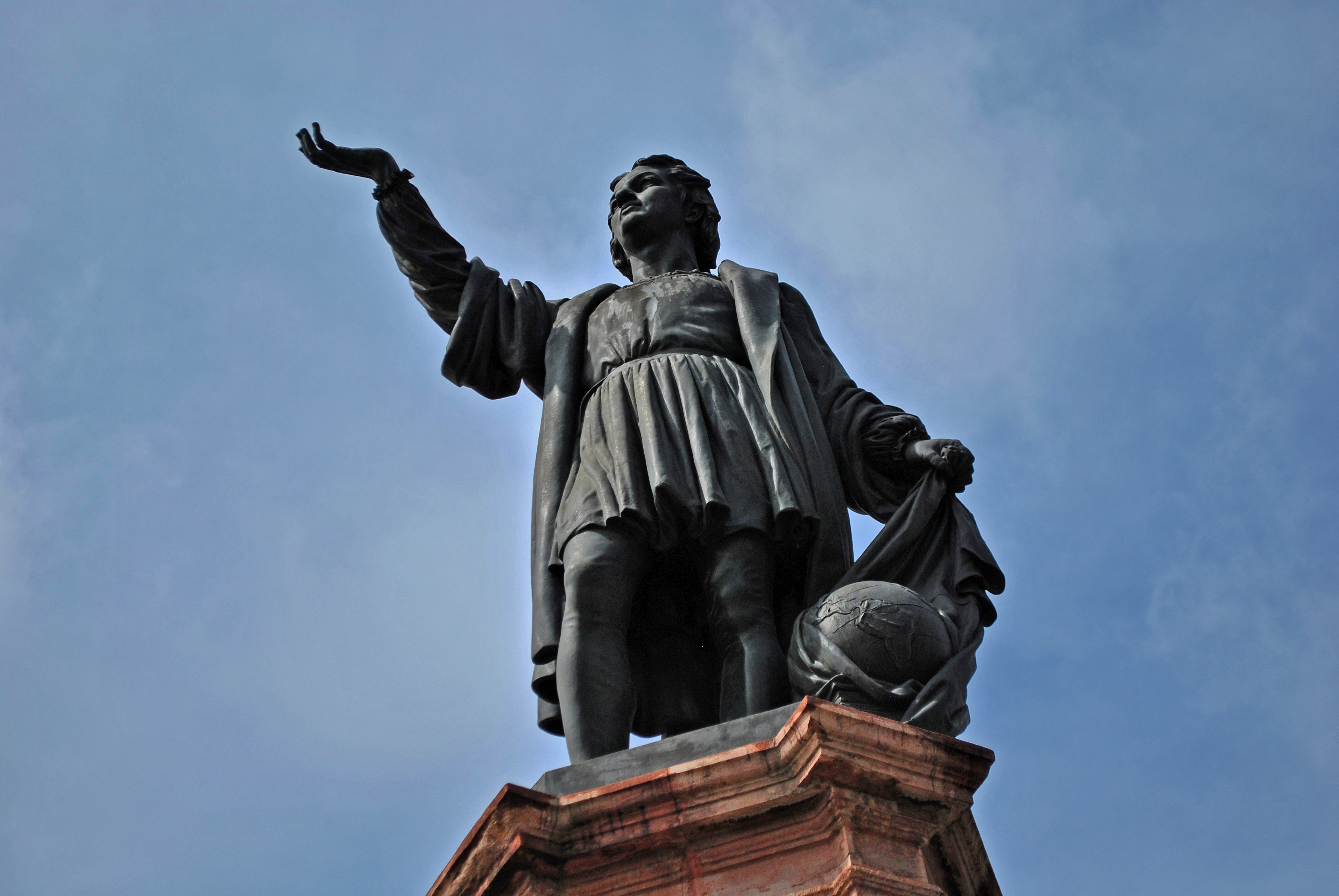
Cristóbal Colón.
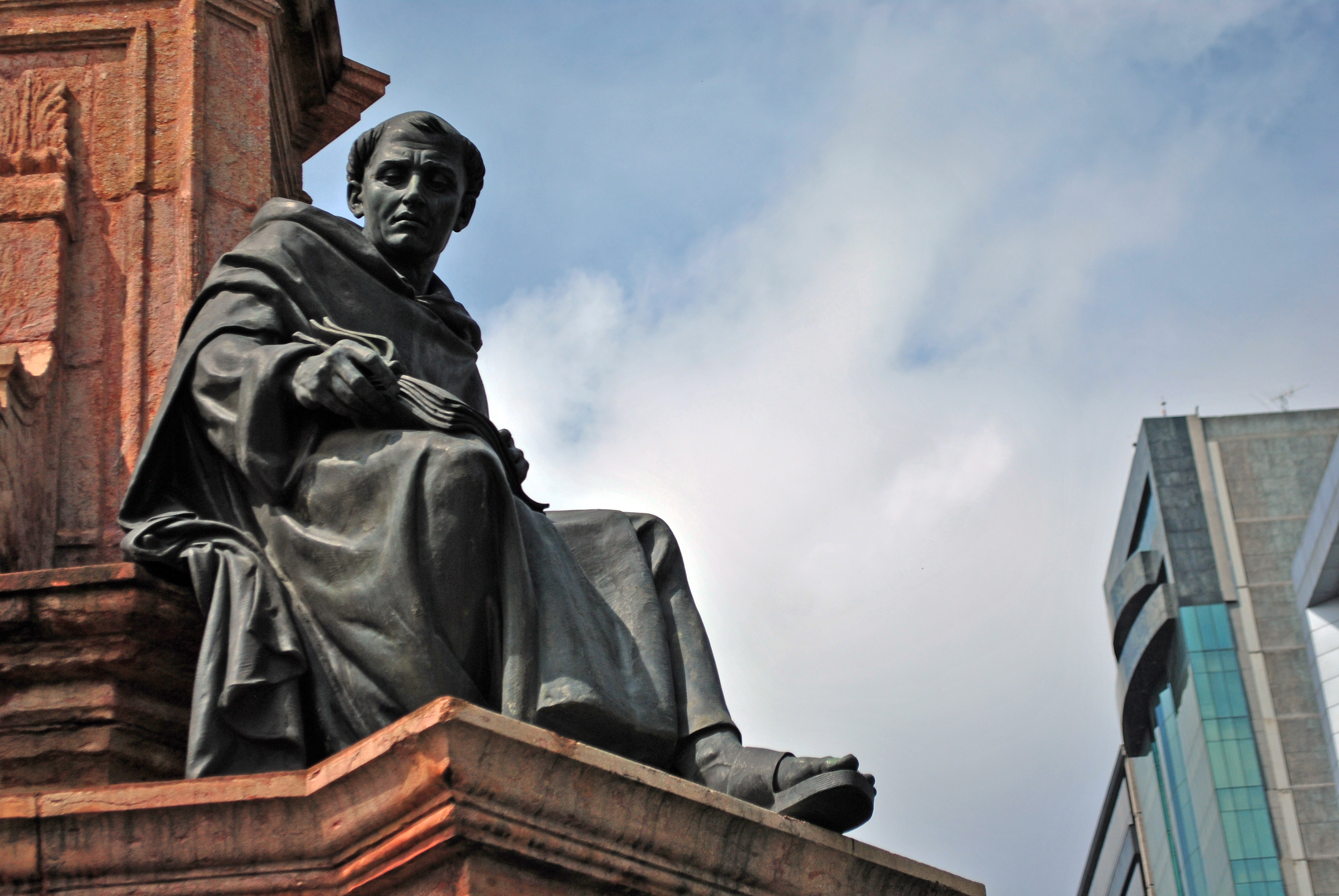
Fray Bartolomé de las Casas preparándose para escribir.
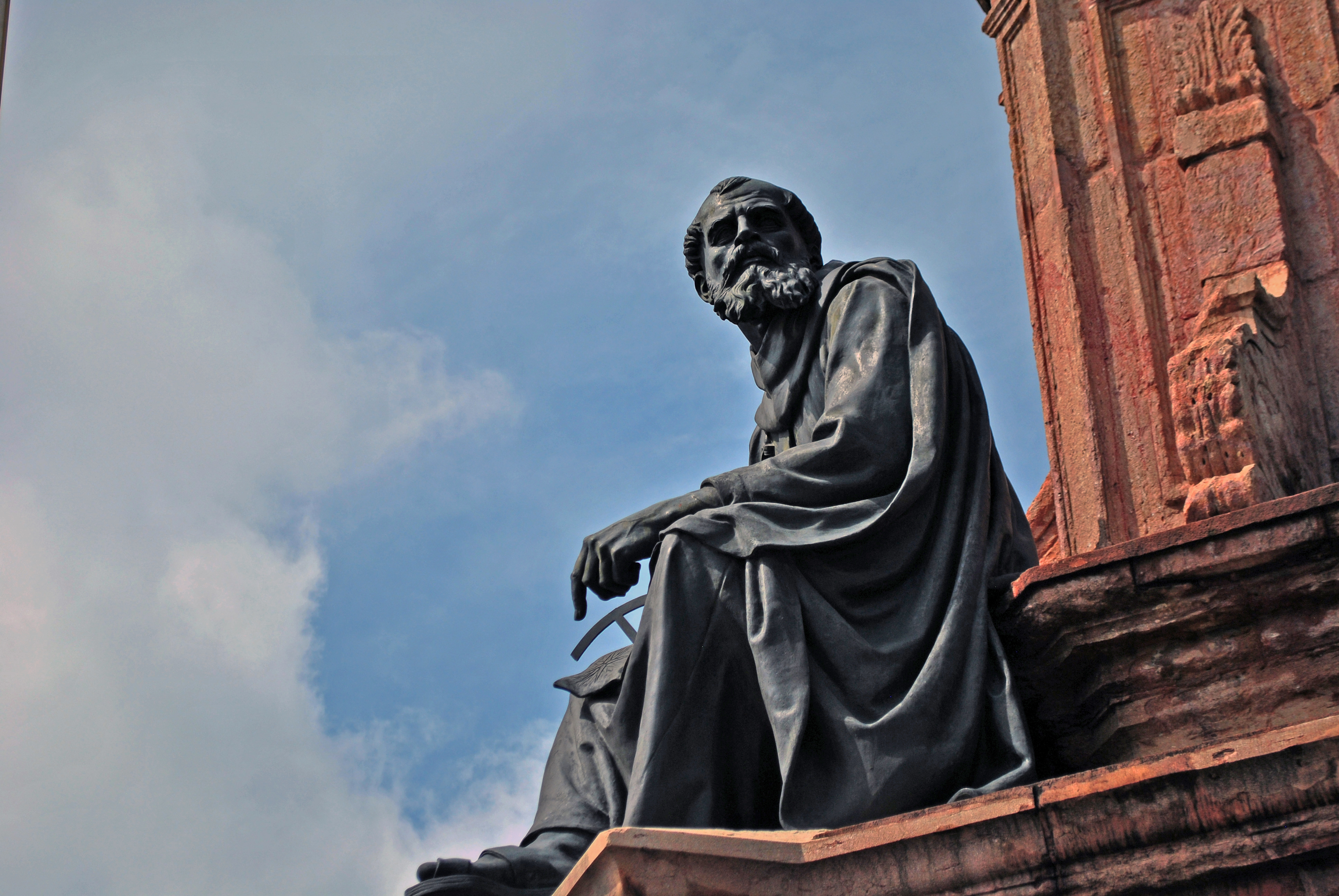
Fray Juan Pérez Marchena con una carta geográfica y un compás calculando la distancia a las Indias.
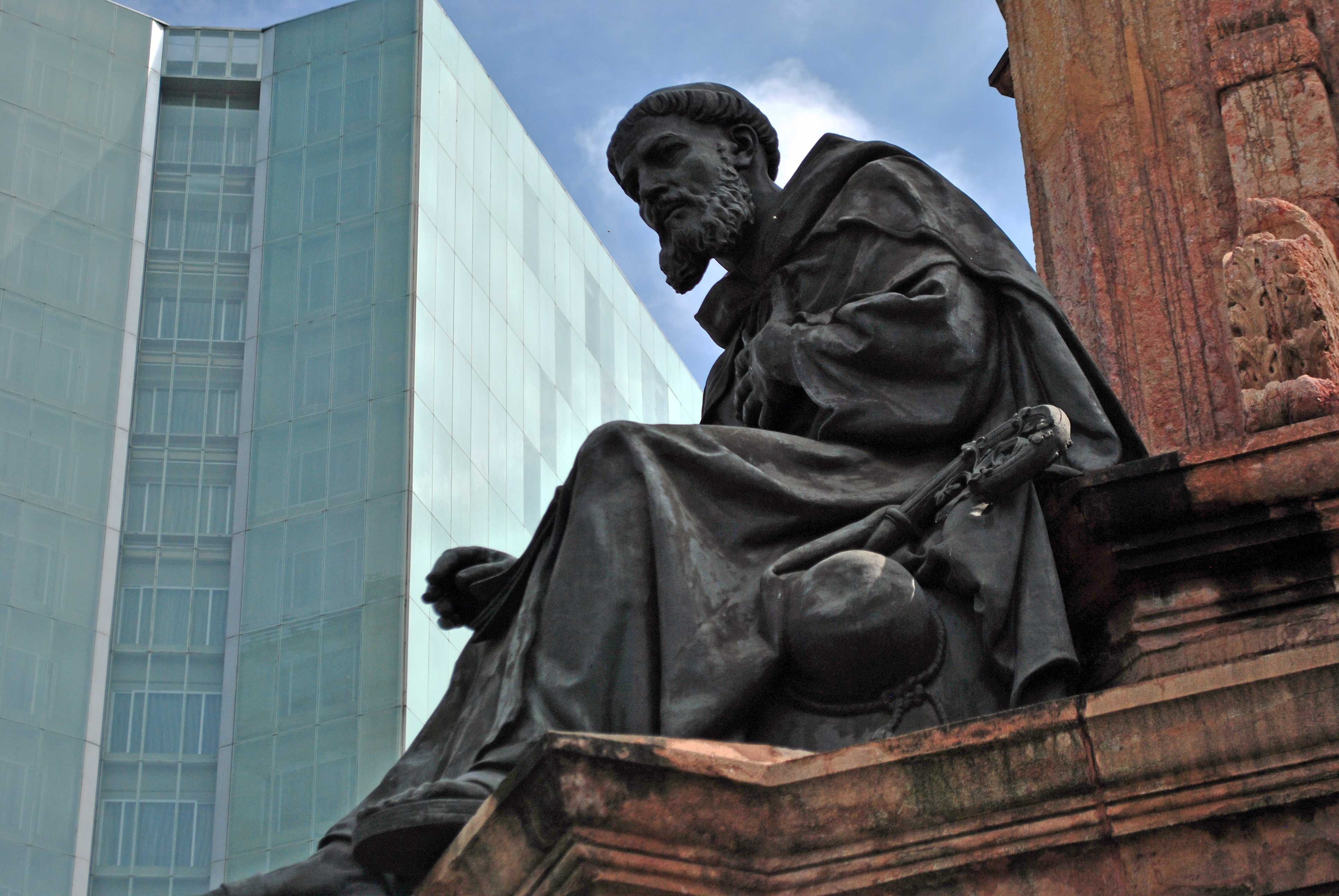
Fray Diego de Deza hojeando la Biblia.
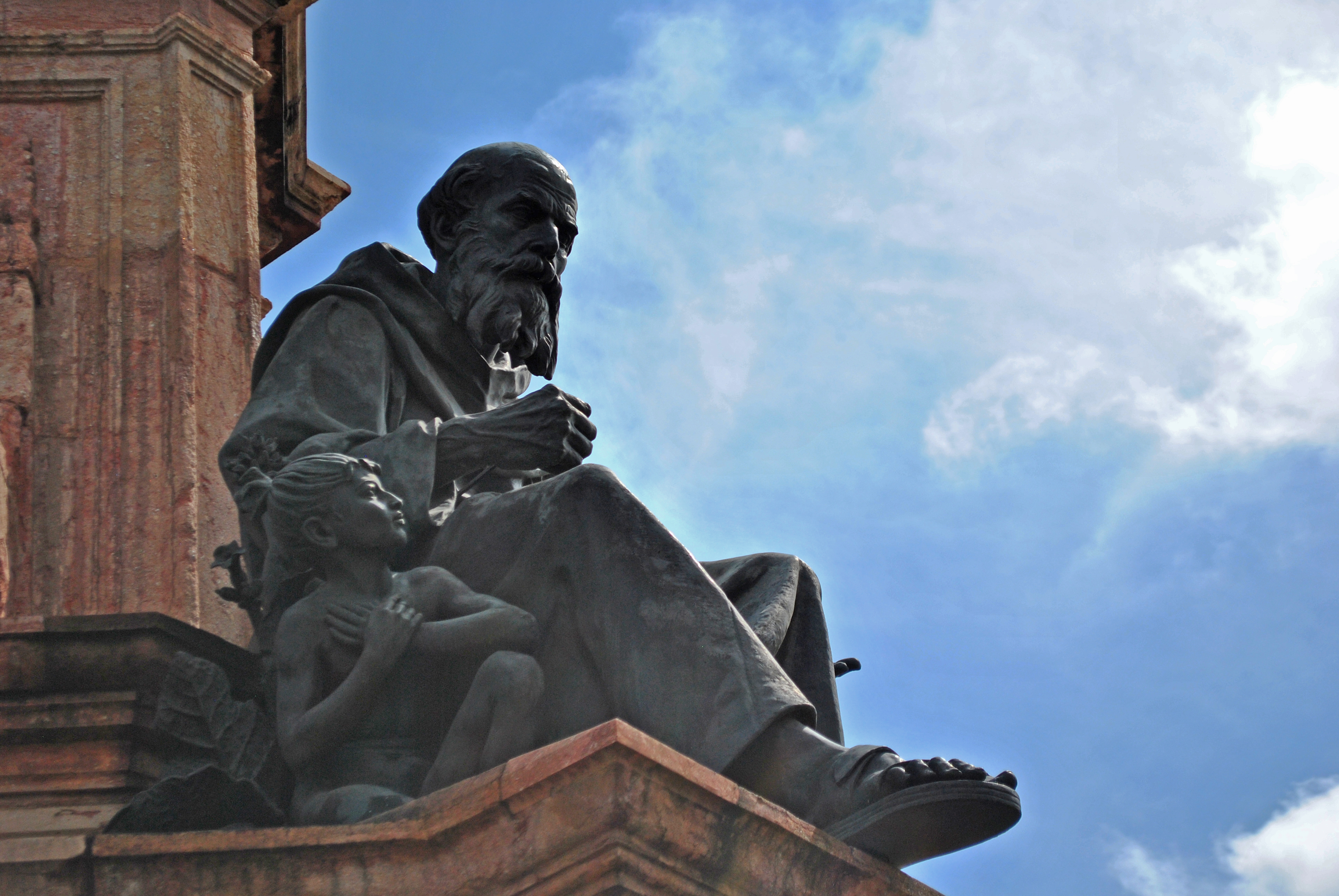
Fray Pedro de Gante evangelizador de los indígenas.